# آتشکده بهرام (همدان)
آتشکدهٔ بهرام‌گور یا مطبخ خسروپرویز بقایای ساختمانی است از دورهٔ ساسانی که در دامنهٔ کوه الوند در شهر همدان قرار دارد. بر فراز اولین قله‌ای که بعد از سنگ‌نبشته‌های گنجنامه در اواسط تاریک‌دره قرار دارد، آثار مخروبهٔ این بنا به چشم می‌خورد. سنگ‌های عظیم خارای این بنا با آجرهای ۳۰ در ۳۰ سانتیمتر از فاصلهٔ دور نیز دیده می‌شوند. پی‌های دیوارها و ساختمان نیز با سنگ‌هایی که در محل وجود دارد، با پهنای زیاد با ساروج محکم به هم چسبیده‌اند، در گوشه و کنار به چشم می‌خورند. اکنون در رأس یالِ کوه که قسمتی از بلندترین نقطهٔ ساختمان مخروبهٔ فعلی است، قطعه سنگ خارای عظیمی وجود دارد که در آن آثار پله‌های حجاری شده باقی مانده‌است. درقسمتی از آن نیز گودی‌ای به قطر کمتر از یک متر و عمق تقریباً نیم متر به گونهٔ ظرفی استوانه‌ای در سنگ کنده شده‌است و به نظر می‌رسد که یا محل آتش یا مخزن آب یا غیره بوده‌است.
نصرت‌الله مشکوتی در این باره نوشته‌است، ویرانه‌هایی از آثار و بقایای ساختمان دورهٔ ساسانی که به نام مطبخ خسرو نامیده می‌شود در دامنهٔ کوه الوند نزدیک گنجنامه باقی‌مانده‌است که به زمان خسروپرویز شهریار ساسانی منسوب می‌دانند.